# Chloridolum nympha
Chloridolum nympha är en skalbaggsart som först beskrevs av White 1853.  Chloridolum nympha ingår i släktet Chloridolum och familjen långhorningar. Inga underarter finns listade i Catalogue of Life.